# Хортон, Биг Уолтер
Биг Уолтер Хортон (англ. Big Walter Horton или Walter "Shakey" Horton; 6 апреля 1917 — 8 декабря 1981) — американский блюзовый исполнитель на губной гармонике. Человек очень тихий и скромный, он известен как один из лучших харперов в истории блюза. Уилли Диксон однажды назвал Хортона лучших игроком на гармонике, что он когда-либо слышал.
Музыкальный сайт AllMusic кратко характеризует Хортона как «одного из самых влиятельных блюзовых исполнителей на гармонике всех времён» и указывает, что он «заслуживает особого внимания как пионер игры на губной гармонике через усилитель».
В 1982 году музыкант был включён в Зал славы блюза.

## Дискография
- См. статью «Big Walter Horton § Discography» в английском разделе.